# Шахімардан
Шахімардан (узб. Shohimardon, Шоҳимардон; кирг. Шахимардан, а також Шохимардон, ранiше Хамзаабад) —  село у Ферганській області в Узбекистані, головний населений пункт анклаву Шахімардан. 
Розташован на схилах в долині Алайського хребта на висоті близько 1550 м. Середня температура липня становить 22°C, а січня від -3 до 3°C 
Територіально, разом з невеликим селом Йордан, утворює анклав, що оточений землями Баткенської області Киргизстану поряд із Сох та Чон-Гара,  i є одним із трьох анклавiв узбецьких анклавів на території Киргизстану.

## Історія
В радянські часи село мало назву Хамзаабад. В селі діяв кліматичний курорт з турбазами і будинками відпочинку. В околицях функціонував альпіністський табір «Дугоба». Працював мармуровий кар'єр.
В 1998 році село сильно постраждало від селевих потоків.

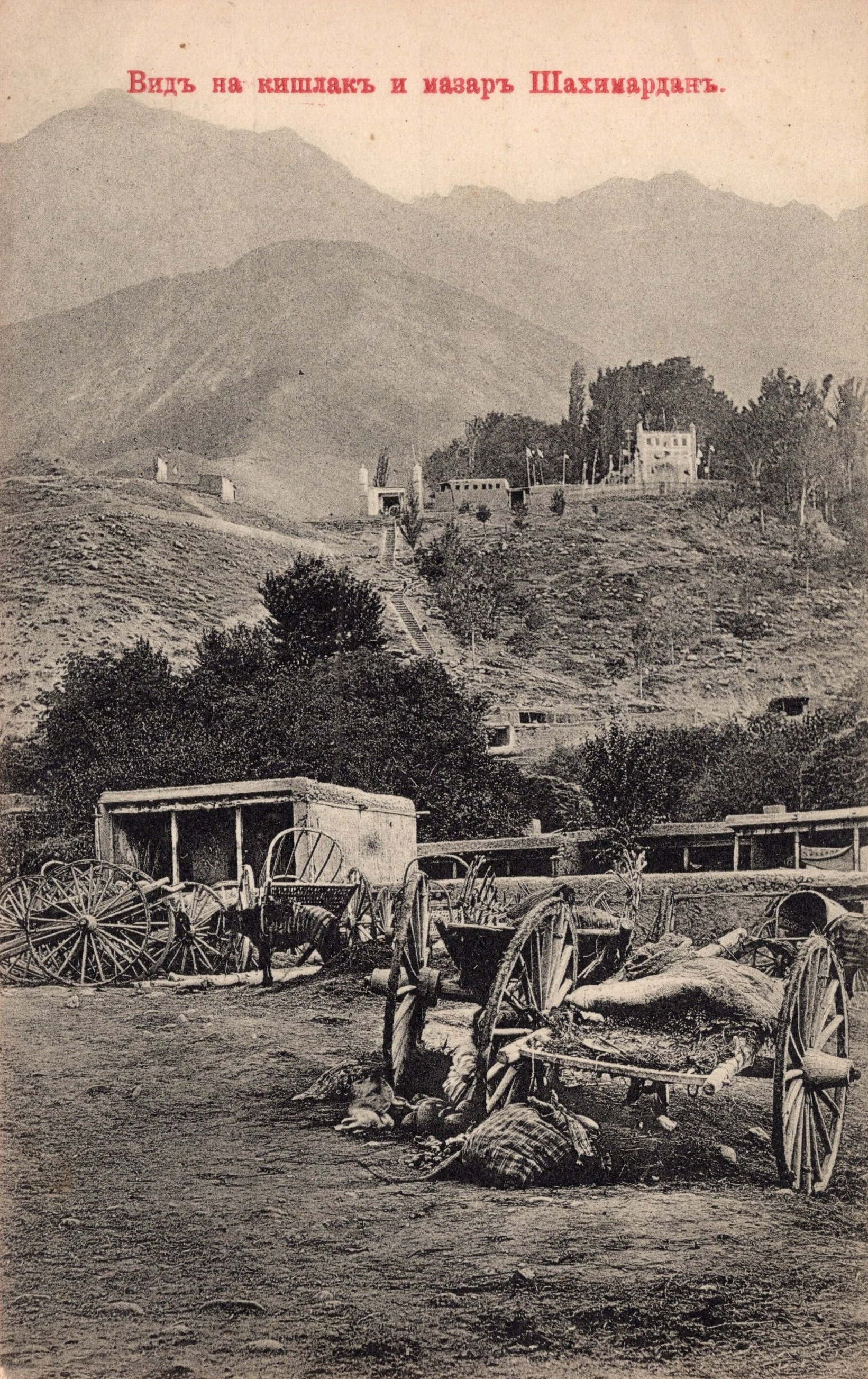
Вид на село та мазар Шахімардан на початку ХХ століття

В 1999 році озброєні загони Ісламського руху Узбекистану зробили спробу прорватися з території Таджикистану через Киргизстан в узбекистанську Ферганську долину, але були зупинені киргизьким спецназом. Після цього узбецька влада вирішила замінувати гірські райони кордону, в тому числі навколо Шахімардану, що ускладнило доступ до анклавів. Зі сторони Киргизстану був введений допуск за разовою перепусткою для жителів Ферганської області і візовий режим для інших громадян Узбекистану.
Восени 2004 року депутати киргизстанського парламенту рекомендували керівництву країни звернутися до Узбекистану з територіальними претензіями щодо анклаву.
У 2004 році був розпочатий демонтаж мінних загороджень, який закінчився у 2005 році.
Навесні 2007 року уряди Узбекистану та Киргизстану ратифікували угоду, що дозволяє громадянам обох країн здійснювати безвізові поїздки терміном до двох місяців.

## Географія
Знаходиться в 55 км від Фергани, з двох сторін омивається річками Дуб-Су та Кок-Су . Площа ексклаву становить - 90 км2. Як і Сохський ексклав, Шахімардан фактично складається з двох окремих частин - більшої і бiльше населеної південної (Південний Шахімардан) і дрібнішої і малонаселеної північної (Північний Шахімардан).

## Визначні пам'ятки
- Шанована могила, приписувана місцевими легендами сподвижнику пророка Мухаммада, Алі

- Озеро Курбанкуль, вода якого вважається місцевими жителями святою.

- Мавзолей і могила вбитого у Шахімардані відомого узбецького поета Хамзи Ніязі

- Музей, присвячений біографії Хамзи

## Відомі особистості
- Хамза Хакімзаде Ніязі — узбецький поет і письменник, що був вбитий в Шахімардані.

| Узбекистан | Це незавершена стаття з географії Узбекистану. Ви можете допомогти проєкту, виправивши або дописавши її. |